# Teroual (kommun)
Teroual (franska: Teroual (CR), Teroual (Commune Rurale), arabiska: بني بتاو) är en kommun i Marocko.   Den ligger i provinsen Ouezzane och regionen Tanger-Tétouan-Al Hoceïma, i den nordöstra delen av landet, 160 km nordost om huvudstaden Rabat. Antalet invånare är 13 046.